# Monika Żubrowska-Sudoł
Monika Żubrowska-Sudoł – polska inżynier, doktor habilitowany nauk technicznych. Specjalizuje się w inżynierii środowiska. Adiunkt na Wydziale Instalacji Budowlanych, Hydrotechniki i Inżynierii Środowiska Politechniki Warszawskiej.

## Życiorys
Doktoryzowała się w 2003 na podstawie pracy pt. Efektywność usuwania związków węgla, azotu i fosforu w reaktorze porcjowym ze złożem zawieszonym (promotorem pracy był prof. Zbigniew Heidrich). Habilitowała się w 2014 na podstawie oceny dorobku naukowego i rozprawy Mechaniczna dezintegracja osadów ściekowych jako metoda pozyskiwania związków organicznych dla intensyfikacji procesu denitryfikacji. Pracuje jako adiunkt w Zakładzie Zaopatrzenia w Wodę i Odprowadzania Ścieków Wydziału Instalacji Budowlanych, Hydrotechniki i Inżynierii Środowiska Politechniki Warszawskiej. Prowadzi zajęcia z reaktorów biologicznych w oczyszczaniu ścieków.
Artykuły publikowała m.in. w takich czasopismach jak: "Water Science & Technology", "Polish Journal of Environmental Studies" oraz "Gaz, Woda i Technika Sanitarna".